# 格林奧克斯 (伊利諾伊州)
格林奧克斯（英語：Green Oaks）是位於美國伊利諾伊州萊克縣的一個村落。

## 地理
格林奧克斯的座標為42°17′50″N 87°54′41″W / 42.29722°N 87.91139°W，而該地最高點為海拔高度208米（即682英尺）。

## 人口
根據2010年美國人口普查的數據，格林奧克斯的面積為10.54平方千米，當中陸地面積為10.27平方千米，而水域面積為0.27平方千米。當地共有人口3866人，而人口密度為每平方千米366人。